# Пьотър Разгилдеев
Пьотър Анемподистович Разгилдеев (на руски: Пётр Анемподистович Разгильдеев) е руски офицер, генерал от пехотата. Участник в Руско-турската война (1877 – 1878).

## Биография
Пьотър Разгилдеев е роден на 25 ноември 1833 г. в Иркутска губерния в семейството на потомствен дворянин. Ориентира се към военното поприще. Военно образование получава в Орловския кадетски корпус и Дворянския полк. Произведен е в първо офицерско звание, прапощик (1851). Дълги години служи в лейбгвардейския Волински ехотен полк като командир на рота и батальон.
Участва в Кримската война (1853 – 1856) в отбраната на Балтийското крайбрежие на Естляндска и Петербургска губерния от враждебните действия на обединения англо-френски флот.
С лейбгвардейския Волински ехотен полк участва в потушаването на Полското въстание (1863 – 1864). Командир на 55-и Резервен батальон (1867) и на 20-и Галицки пехотен полк (1870).
Участва в Руско-турската война (1877 – 1878). Отличава се в битката при Никопол. Награден е с Орден „Свети Георги“ IV ст. Участва в първата атака на Плевен, като полкът му прикрива отстъплението на 17-и Архангелогородски и 18-и Вологодски полк. При втората атака на Плевен, се бие на десния фланг за овладяването на турските редути при село Гривица, като атаката е отново неуспешна. В борбата за Плевен е единственият оцелял полкови командир от 5-а пехотна дивизия.
Повишен е във военно звание генерал-майор на 3 август 1877 г. с назначение за командир на 1-ва бригада от 2-ра пехотна дивизия. Бригадата е в състава на Сборен отряд с командир генерал-майор княз Александър Имеретински за повторното освобождение но Ловеч. На 22 август 1877 г. е сред най-активните командири при борбата за Ловеч. Ранен е в крака, но не напуска бойното поле и продължава управлението на частите от бригадата. Награден е със Златно оръжие „За храброст“. След кратко лечение се връща в Действуващата армия. Командир на 1-ва Стрелкова бригада от 32-ра пехотна дивизия.
След войната продължава службата в Руската армия. Военен началник на Каменецк-Подолски (1879) и Киевските губернски войски (1880). Командир на 14-а местна бригада. Повишен е във военно звание генерал-лейтенант от 1886 г. Последователно получава назначение за командир на дивизия: 8-а пехотна дивизия (1887) и 35-а пехотна дивизия (1890). От 1894 г. е командир на 13-и армейски корпус. Повишен е във военно звание генерал от пехотата от 1898 г.
Умира на 26 декември 1900 г. в Санкт Петербург. Погребан е в гробището на Новодевическия манастир.

## Награди
- Орден „Свети Станислав“ I и II ст. (1867, 1878),
- Орден „Свети Владимир“ II, III и IV ст. (1875, 1876, 1883),
- Орден „Света Ана“ I, II и III ст. (1864, 1872, 1879),
- Орден „Бял орел“ (1894),
- Орден „Свети Георги“ IV ст.
- Златно оръжие „За храброст“ (1877)

## Семейство
- баща Анемподист Иванович Разгильдеев
- сестра Анна Анемподистовна Разгильдеева
- сестра Александра Анемподистовна Разгильдеева
- сестра Любовь Анемподистовна Разгильдеева
- съпруга Ольга Николаевна Разгильдеева
- син Сергей Петрович Разгильдеев
- син Вадим Петрович Разгильдеев
- дъщеря Раиса Петровна Гайдук
- дъщеря Ольга Петровна Всеволжская